# 凡尔赛大学
凡尔赛-伊夫林地区圣康坦大学（法語：Université de Versailles-Saint-Quentin-en-Yvelines, UVSQ），簡稱凡尔赛大学，是位於法國大巴黎伊夫林省的公立大學，於1991年在地方政府的支持下成立。
校名的法语简称为“UVSQ”，中文简称“凡尔赛大学”。

## 学校简介
凡尔赛大学学科设備齐全，在研究领域的创新和国际化战略领域上拥有高品质的教育水准，是一所高质量的国际性大学。
学校现有17300个学生就读，1400教职员工中有950名為教授。每年有约1200名学者到不同的学院进行交流。凡尔赛大学颁发从bac+2到bac+8各领域的法国国家学士，硕士以及博士文凭，领域包括（科学、社会与经济、人类学、政治、法律、工程与技术、医药等）。同时也提供各种适合在职人士的培训与技术课程。作为一所年轻大学，凡尔赛大学成名于教育的高品質，机构针对学生生活的协助與服务，以及活跃的校园文化三方面。2002年，凡尔赛大学的新图书馆完成重建工程，占地8400平方公尺，藏书超过100 000册。资料来源
为了加强学校在国际上的地位和丰富教育方法，凡尔赛大学和巴黎11所大学成立高等教育与研究中心Pôle de recherche et d'enseignement supérieur（页面存档备份，存于）（Pôle de recherche et d'enseignement supérieur）。资料来源
在上海交通大学的世界大学排名中，凡尔赛大学的世界排名在2010年跻身世界高校500强, 在法国82多所公立大学中排名第20。

## 学校历史
- 1985年-1991年，巴黎第十大学在大巴黎伊夫林省设立了法律，经济，语言，人类社会学教育分部，这就是凡尔赛-伊夫林省圣康坦大学的前身。
- 1987年-1991年，巴黎第六大学在凡尔赛设立了基础科学教育分部。
- 1991年9月，大学技术中心和一些研究实验室在韦利济成立。
- 1991年7月22日，凡尔赛-伊夫林省圣康坦大学正式成立。简称UVSQ。
- 1996年，凡尔赛大学被赋予国家大学的资格。
- 2001年，凡尔赛大学高等技术学院中心在芒特拉若利分部成立。
- 2002年，凡尔赛大学艺术，科学，文化与多媒体高等职业教育中心成立。
- 2002年，凡尔赛大学与加尔什医药研究中心合并，该医药中心是凡尔赛大学药学院的前身。

## 学校构成
凡尔赛大学位于圣康坦，属于大巴黎地区，从学校乘快线RER到巴黎大约20分钟时间，交通方便。大学在韦利济、凡尔赛、加尔什、朗布依埃等市拥有9个校区。
- UFR des Sciences 自然科学学院
- UFR de Medecine 医学院
- UFR des Sciences Juridiques et Politiques 司法和政治学院
- UFR des Sciences Sociales et des Humanites 社会和人文学院
- IUT de Mantes en Yvelines 技术学学院
- IUT de VELIEY et son antenne de Rambouillet 技术学学院
- Institut des Sciences et Techniques des Yvelines 伊夫林技术和科学学院
- IUP Arts, Sciences Culture et Multimedia 文化和多媒体学院
- UFR des Sciences 自然科学学院

## 学校排名
2009年法国SMBG商学专业排名（包括公立大学，私立商学院等公立及私立教育体系）中，依照“专业好评度”“毕业生工资”“毕业学生意见反馈”3大标准下，凡尔赛大学有4个专业入围全法前10。
其中分别为: 
【奢侈品管理专业类排名（Management du luxe）】 
- 第五名：香水，化妆品及香精国际管理硕士 Master MIPCA (Management International de la Parfumerie, de la Cosmétique et de l'Aromatique Alimentaire

【环境及可持续发展管理专业类排名（Management de l’Environnement et du Développement Durable）】
- 第八名：可持续发展策略与企业环保责任管理硕士 Master Stratégies de Développement Durable et Responsabilité Sociétale des Entreprises

【计算机及工程系统类专业类排名（Informatique et Ingénierie des Systèmes）】
- 第八名：信息网络电信及系统防护硕士 Master SeCReTS (Sécurité des Contenus, des Réseaux, des Télécommunications et des Systèmes)

【电信及网络类专业类排名（Télécoms et Réseaux）】
- 第五名：网络系统工程硕士 Master Ingénierie des Réseaux et des Systèmes (IRS)